# Aidim
Aidim ou Aidem (em turco: Aydın}; AFI: /ˈajdɯn/) é uma cidade do sudoeste da Turquia, capital da área metropolitana e província homónima, na região do Egeu. A cidade faz parte do distrito de Efeler, o qual tem 624 km² de área e em dezembro de 2021 tinha 300 225 habitantes (densidade: 481,1 hab./km²).
A cidade situa-se no coração da parte baixa do rio Menderes (antigo Meandro). O seu nome mais conhecido na Antiguidade foi Trales (Tralleis); outros nomes foram Erinina (Erynina) ou Euância (Euanthia), Selêucia no Meandro (Seleucia ad Maeandrum). Na Idade Média os catalães chamavam-lhe Tin. O antigo nome turco era Güzel Hisar ou Güzelhisar ("castelo belo"), que deu origem a Joselassar em algumas línguas europeias. O termo aydın significa "intelectual" em turco.

## História antiga
Segundo Estrabão, a cidade foi fundada por argivos e tralos (em latim: Tralli) da Trácia, e seu nome antigo Trales deriva de tralos. A cidade foi governada, durante um curto período, por tiranos, filhos de Crátipo, na época das Guerras Mitridáticas. A cidade antiga, à época de Estrabão, tinha a forma de um trapézio, com uma cidadela fortemente edificada; seus habitantes eram ricos, ocupando posições de destaque na província, sendo chamados asiarcas.
Um destes cidadãos importantes foi Pitódoro de Trales, um nativo de Nisa (na Cária) que se mudou para Trales pela fama do lugar. Ele era muito rico, amigo de Pompeu e casou-se com Antônia, uma filha de Marco Antônio; deste casamento, nasceu Pitodoris do Ponto, rainha do Ponto à época de Estrabão. Outros cidadãos importantes citados por Estrabão são Menodoro e os oradores Dionísocles e Dâmaso, cognominado Escombro.